# 天坑专业
天坑专业，是中国网民对生物、化学、环境、材料（生化环材）四类专业的统称:77。

## 特征
天坑专业的特征是毕业生供大于求，导致就业困难，只能通过不断的教育升级来增加教育资本:77-78，导致了进一步的就业困难。公务员岗位对天坑专业也多有限制。此外，天坑专业的薪资水平普遍偏低，工作环境也不好:39-40。《中国科学报》的几位受访者认为，天坑专业“挣钱少，回报周期比较长”，“女生不好找工作”（虽然男生也不好找），“如果认为金钱至上，那确实挺坑”。
在科研方面，天坑专业的论文通货膨胀，导致选拔标准更加严格，无形中催生了追求论文数量的不良学术风气。石墨烯和鈣鈦礦成为追求论文数量的工具。
另一方面，《中国科学报》的受访者也承认，天坑专业可以“获得精神的满足”。

## 影响
研究称，豆瓣小组“985废物小组”的部分组员对专业认识不清，随意填报志愿，从而进入了天坑专业:77。很多天坑专业学生在网络上劝退他人，也有人在求职过程中被迫转行。有研究建议，高校应当减少天坑专业，帮助大学生脱困:83。
与劝退相反的是，武汉大学有一名天坑专业的教授则公开呼吁高考考生选择天坑专业。